# Бенгалия

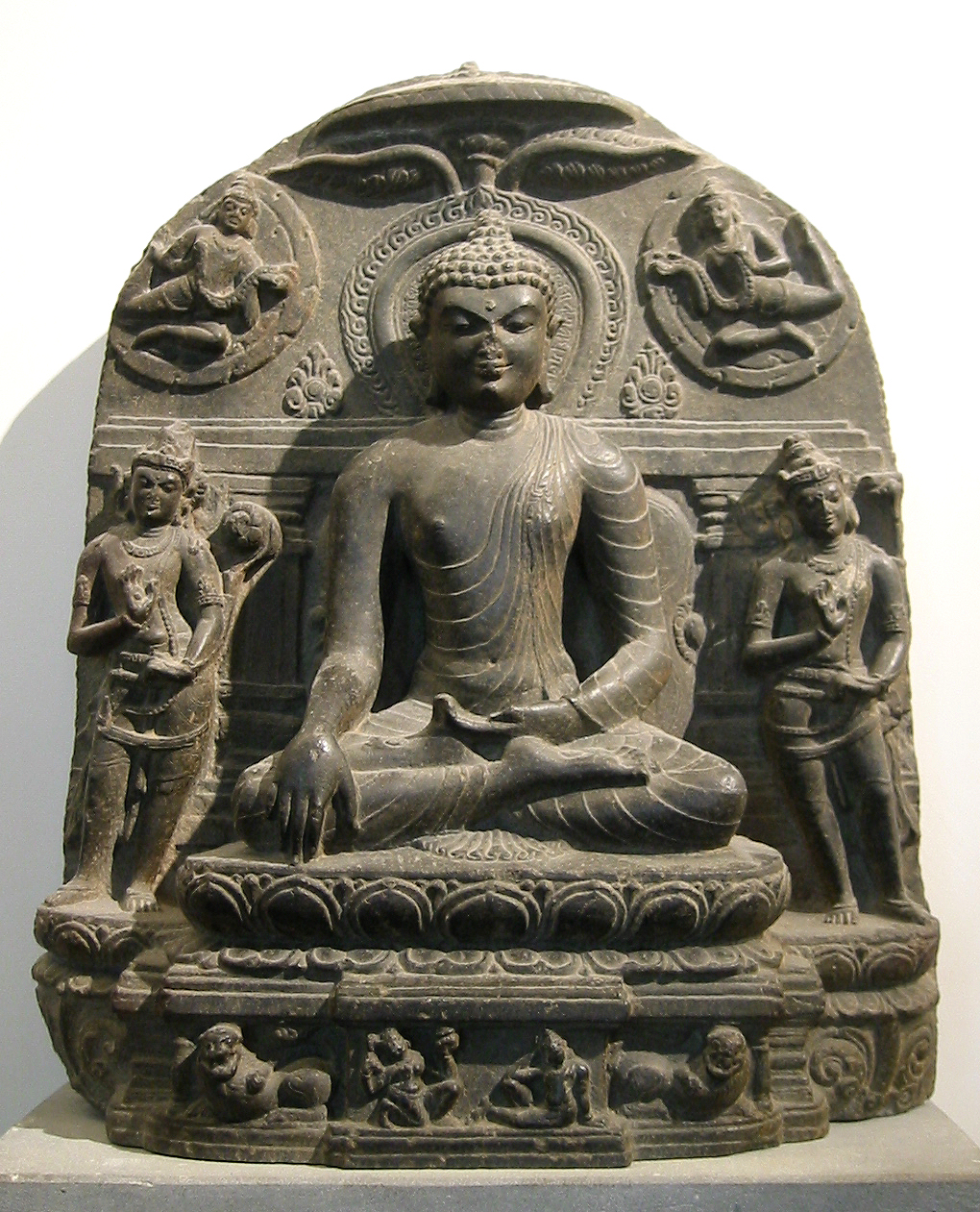
Будда и Бодхисаттва, XI век, империя Пала

Бенга́лия (бенг. বঙ্গ, англ. Bengal) — исторический регион в северо-восточной части Южной Азии. Населён преимущественно бенгальцами, для которых родным является бенгальский язык. 
В нынешнее время Бенгалия разделена между Индией (Западная Бенгалия и Трипура — штаты на востоке Индии) и государством Бангладеш (Восточная Бенгалия).

## Этимология
Название «Бенгалия» происходит от древнего королевства Банга (произносится Бонго), самые ранние упоминания о котором содержатся в Махабхарате (I тысячелетие до нашей эры). 
Теории о происхождении термина «банга» указывают на прадравидское племя бонг, которое поселилось в этой местности около 1000 года до н. э., и аустрическое слово «бонг» (бог солнца). 
Термин «Вангаладеса» используется для описания региона в документах XI века в Южной Индии. Современный термин бангла известен с XIV века, времени возникновения Бенгальского султаната, первый правитель которого Шамсуддин Ильяс Шах был известен как шах Бангала. Португальцы называли этот регион Бенгалой в эпоху Великих географических открытий.

## История

### Доколониальный период
Из древнейшей исторической жизни Бенгалии известно немногое.
До VI века до н. э. большая часть территории Бенгалии была частью могущественного царства Магадха.
Часть Бенгалии принадлежала царству Камарупа, существовавшему с IV века до 1200-х годов.
После вторжения в Индию мусульман предания становятся достовернее. В 1203 году Бенгалия была ими завоевана, а в 1225 году соединена с царством Дели. В 1279 году губернатор Бенгалии, Тограб, сделал попытку отвоевать независимость. Он принял королевский титул, но был побеждён в войне, которую вёл против своего повелителя. Позднейшие наместники также, с бо́льшим или меньшим успехом, пытались освободиться от господства Дели, так что история Бенгалии в продолжение средних веков представляет собой ряд революций и узурпаций на короткое или более продолжительное время.
Только великому моголу Акбару удалось снова связать Бенгалию тесными узами с царством Дели. С 1585 года этой страной управляли субадары, или вице-короли. Когда англичане в 1633 году получили позволение вести в Бенгалии торговлю, то учредили там фактории и стали все более и более расширять свои владения. Из их факторий самые значительные находились в Хугли и Коссимбазаре. В 1698 году они получили право укрепить фактории.
Спустя четыре года они перенесли факторию из Хугли в нынешнюю Калькутту, предварительно купив это место, равно как Чатанутти и Говиндпур. В 1756 году наместник Бенгалии Сирадж уд-Даула, непримиримый враг англичан, изгнал их из Коссимбазара и двинулся к Калькутте, которая после непродолжительной обороны вынуждена была сдаться. Взятые в плен англичане были брошены в приобретшую печальную известность Чёрную Яму, где бо́льшая их часть погибла. Однако генерал-губернатор Клайв отвоевал Калькутту в 1757 году.
Мир был заключен, но скоро военные действия возобновились и окончились битвой при Плесси, которая утвердила могущество англичан в Индии. Несколько лет спустя, после битвы при Буксаре (1764), великий могол Шах-Алим уступил английской Ост-Индской компании провинции Бенгалию, Бегар (Бихар) и Ориссу.

### При британцах

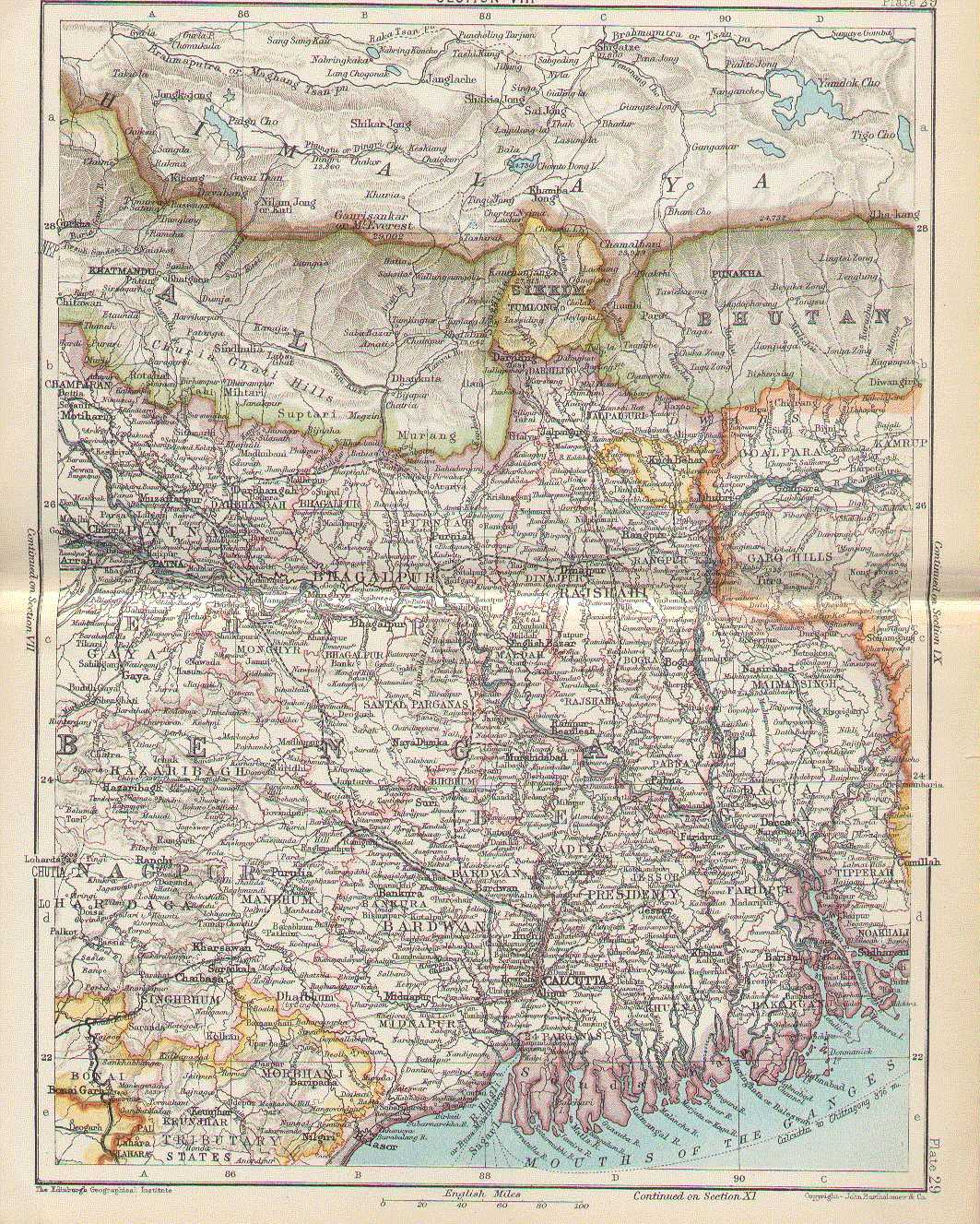
Бенгалия в 1893 до разделения, включая Калькутту

По статистическим данным, в 1881 году в Бенгалии проживало 162 607 990 жителей. Во главе управления находился вице-король — генерал-губернатор с Индийским советом (Governor-general of India in Council), и она состояла из 10 главных отделов, или провинций, а именно:
1. Нижних провинций, или Бенгалии;
2. Северо-западных провинций с Удом (англ. Oudh);
3. Пенджаба;
4. Центральных провинций;
5. Майсура;
6. Кург;
7. Британской Бирмы;
8. Ассама;
9. Аджмира и Маирвары;
10. Берара.

Сюда присоединяются ещё государства, платящие дань, с территорией в 455 422 км² и 9 445 563 жителей. В Пенджабе, Нижних и Северо-западных провинциях были поставлены во главе гражданского управления наместники генерал-губернатора, а в Бирме, Ассаме и Центральных провинциях главные комиссары (Chief-Commissioners). Аджмир и Маирвара, Берар, Майсур и Кург находился под непосредственным управлением остиндского генерал-губернатора.
Бенгалия в узком смысле слова, то есть поднаместничество Бенгалии, или Нижних провинций (Lower Provinces), занимала после отделения от него в 1874 году Ассама, из которого образован особый обер-комиссариат, пространство в 405 391 км², а с платящими дань государствами — в 500 247 км².

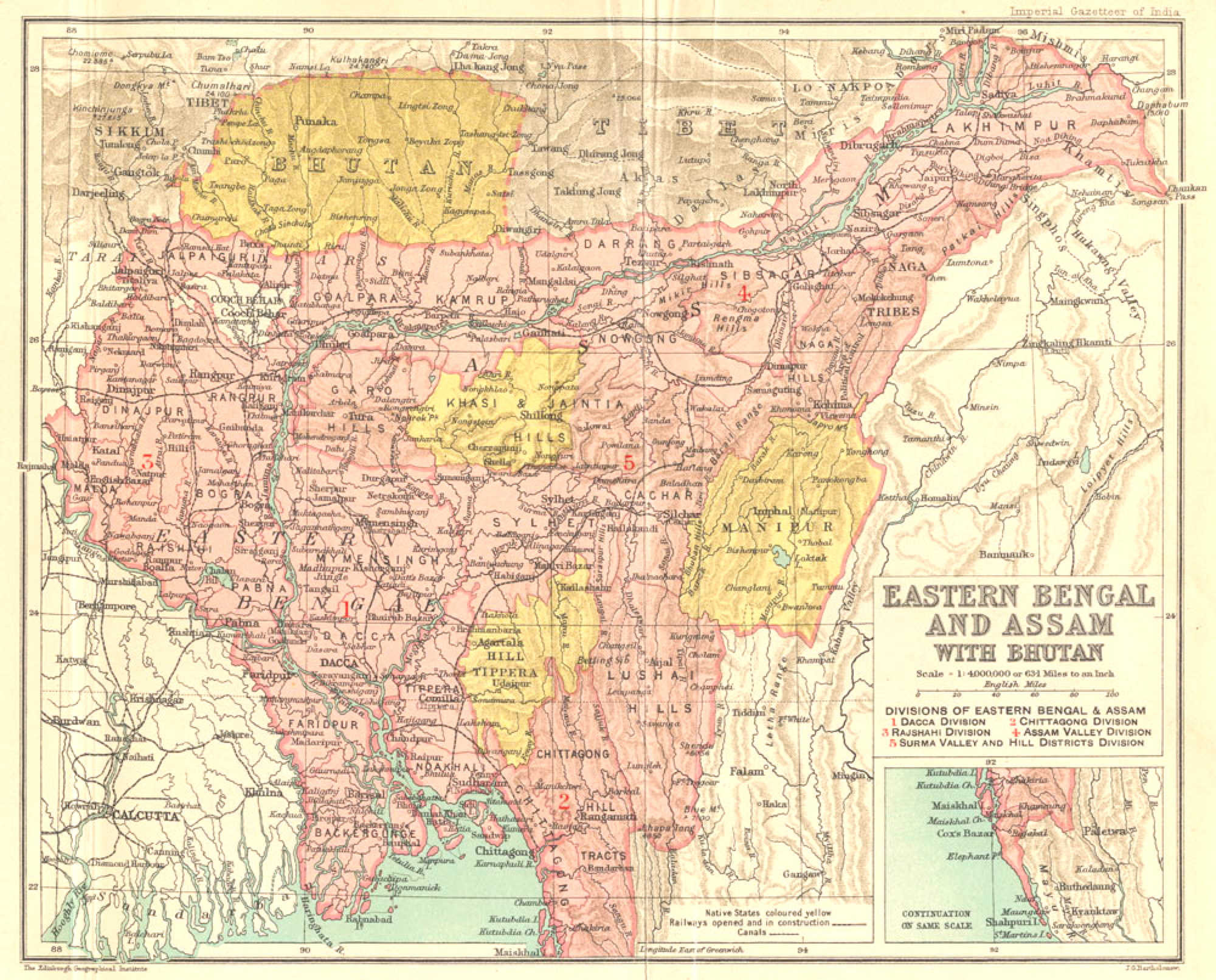
Восточная Бенгалия в 1909 году

Границами его служили: на севере — Непал, Сикким и Бутан; на юге также — государство Бирма, Британская Бирма, Бенгальский залив, президентство Мадрасское и Центральные провинции; на западе — принадлежащее к центральной Индии агентство Багалканд и Бенаресский отдел северо-западных провинций.
Бенгалия была одной из основных территорий, где англичанами выращивался опиум для поставок в Китай.

### После британцев
В 1947 году Бенгалия была разделена на две части (по религиозному признаку). Часть Бенгалии, где преобладали мусульмане, отошла к Восточному Пакистану (позже — Бангладеш), часть — к Индии.

## Религия
Только незначительная часть мусульман Бенгалии принадлежит к потомкам старинных мусульманских завоевателей Индостана. Большая же их часть состоит из обратившихся с течением времени в ислам индусов низших каст.

## Знаменитости
В Бенгалии родились:
- Гаудапада
- Чайтанья
- Рам Мохан Рой
- Рабиндранат Тагор
- Рамакришна
- Вивекананда
- Бхактиведанта Свами Прабхупада
- Шри Ауробиндо
- Шри Чинмой